# Немецкая партия свободы (ФРГ)
Немецкая партия свободы (нем. Deutsche Freiheitspartei) — ультраправая партия ФРГ, действовавшая в первой половине 1960-х годов. Основана известным медиком Генрихом Кунстманом, ветераном фрайкоров, НСДАП и СА. Придерживалась крайне националистической консервативно-революционной идеологии. Не добившись значимых успехов, просуществовала около трёх лет, после чего влилась во внепарламентское национал-либеральное движение.

## Предыстория: конфликт в DRP
С 1950 в ФРГ действовала крайне правая национал-консервативная Немецкая имперская партия (DRP). С 1960 председателем DRP являлся главный врач одной из гамбургских больниц Генрих Кунстман.
В 1919—1921 ветеран Первой мировой войны Кунстман был бойцом баварских фрайкоров, с 1930 — активистом НСДАП и нацистского союза врачей, штандартенфюрером СА. В Третьем рейхе функционер государственной системы здравоохранения Кунстман имел звание обер-медицинальрата. В послевоенной ФРГ он активно включился в политический процесс на крайне правом фланге. Участвовал в создании DRP, сменил Вильгельма Майнберга на посту председателя партии.
В начале 1961 в руководстве DRP возник конфликт между Генрихом Кунстманом и Адольфом фон Тадденом. Конкретный повод создали подозрения Кунстмана в получении фон Тадденом финансирования от СССР. Более глубокая причина состояла в том, что Кунстман придерживался жёстко идеологизированной националистической позиции, тогда как фон Тадден проявлял большую гибкость — в частности, в вопросе о членстве ФРГ в НАТО. Обвинения в советских субсидиях были доказательно опровергнуты. Вскоре после этого Кунстман был вынужден уступить фон Таддену председательство в DRP, после чего вышел из партии.

## Основатели партии
В январе 1962 Генрих Кунстман учредил новую ультраправую партию — Немецкую партию свободы (DFP). Его активно поддержал юрист Оскар Лутц. В партийное руководство вошли также коммерсанты Ханс Йеде, Ханс-Генрих Шеффер, Герхард Крюгер, предприниматель Йоханнес Шикора, бухгалтер Гюнтер Демольски, мастер-сантехник Вернер Гебхардт. Председателем партии стал Кунстман, заместителями — Лутц и Йеде.
Все они ранее являлись видными политическими кадрами DRP, занимали в партии руководящие посты. В Третьем рейхе Лутц был гауптштурмфюрером СС, Крюгер — крейслейтером НСДАП, Йеде, Шеффер и Шикора — профессиональными военными (Шеффер имел в вермахте звание полковника). Демольски и Гебхардт, а также Крюгер, после войны состояли в Социалистической имперской партии (SRP) Отто Ремера, запрещённой Конституционным судом ФРГ. Однако никто из них, как и председатель Кунстман, не обвинялся в нацистских преступлениях.

## Идеология и политика
Идеология DFP в принципе мало отличалась от позиций DRP. Однако новая партия особо акцентировала немецкий этнонационализм и «немецкий социализм», в большей степени ориентировалась на консервативно-революционные и младокнсервативные идеи фёлькише и фрайкоров 1920-х. 
Можно говорить об определённом продолжении DFP традиций левого фашизма, Антибольшевистской лиги Эдуарда Штадтлера, Немецкой народной партии свободы 1923—1928 (в руководстве которой состоял Грегор Штрассер). DFP осуждала «буржуазный поворот» фон Таддена в DRP. Делались попытки установить контакты с Отто Штрассером. В то же время важным партийным принципом был жёсткий антикоммунизм.
Также DFP выступала за независимую и нейтральную национальную политику, против участия ФРГ в западных альянсах (особенно НАТО и ЗЕС). Демольски и Крюгер высказывались за принятие предложений Ноты Сталина 1952 — видя в этом шанс на объединение Германии и даже на возвращение территорий, утраченных на востоке (оба они были родом из Данцига и обострённо воспринимали проблемы немецких изгнанников).
Однако политическое развёртывание партии на социальном и националистическом направлениях не удалось. Сотрудничество с Отто Штрассером налажено не было. Бывшие члены DRP, SRP, Немецкой партии, других крайне правых организаций не проявили энтузиазма в отношении DFP. Созданное при руководящем участии Лутца, Демольски, Крюгера и Гебхардта Немецкое независимое сообщество действий (AUD) не получило широкого развития.
Партия не успела принять участие в парламентских выборах. Организационная структура оставалась не развитой. Деятельность DFP сводилась к политическим выступлениям, идеологическим декларациям и попыткам консолидировать ультраправый актив. Составить сильную конкуренцию более укоренённой в крайне правой среде DRP новой партии не удавалось.
В 1964 скончался Генрих Кунстман. Обязанности председателя перешли к Оскару Лутцу. В мае 1965 Немецкая партия свободы влилась во внепарламентское движение AUD, объединившее «националистов, дистанцировавшихся от нацистского режима, либералов и пацифистов». Парадоксально, что сближение с либералами, пацифистами и экологистами формально инициировал в ультраправой партии бывший гауптштурмфюрер СС. При этом DFP не поддержала проект Национал-демократической партии, в которую интегрировалась DRP фон Таддена и Майнберга.

## Иллюстрация противоречий
Проект Немецкой партии свободы не получил сколько-нибудь масштабного развития и не достиг даже уровня DRP, которая тоже не являлась массовой организацией. Но пример DFP — начавшей с позиций, близких к неонацизму и закончившей фактически национал-либерализмом — интересен как иллюстрация глубокой внутренней противоречивости германских праворадикальных сил:

Нигде не наблюдается такого хаоса политических взглядов, методов и направлений, как на правом фланге, откуда раздаются призывы к единству, дисциплине и порядку. Они хотят революции и реставрации, атомной бомбы и нейтральной Германии. Они культивируют крайний антикоммунизм и призывают к переговорам с Москвой. Они стремятся к мирному соседству и спрашивают чехов и поляков, не немцы ли это. Они дистанцируются от массовых убийств Третьего рейха, но протестуют, когда массовых убийц привлекают к ответственности. Они осуждают антисемитизм и подстрекают свою аудиторию к поискам еврейского заговора.